# Myotis thysanodes
Myotis thysanodes är en fladdermusart som beskrevs av Miller 1897. Den ingår i släktet Myotis och familjen läderlappar.

## Underarter
Catalogue of Life samt Wilson & Reeder (2005) skiljer mellan fyra underarter:
- Myotis thysanodes thysanodes Miller, 1897
- Myotis thysanodes aztecus Miller and G. M. Allen, 1928
- Myotis thysanodes pahasapensis Jones and Genoways, 1967
- Myotis thysanodes vespertinus Manning and Jones, 1988

## Beskrivning
Myotis thysanodes har en ljusbrun till gråbrun päls med svarta hårbaser på ryggen med vitaktig undersida. Arten är förhållandevis stor, med en kroppslängd på 4 till 6 cm, ej inräknat den 3,5 till 4,5 cm långa svansen, en underarmslängd på 4 till knappt 5 cm, stora öron med en längd på 1,6 till 2 cm, och en vikt mellan 5 och 9 g. Populationerna i norra delen av utbredningsområdet tenderar att vara mörkare.

## Utbredning
Denna fladdermus är vanligt förekommande i västra Nordamerika och norra Centralamerika från sydvästra Kanada till södra Mexiko. I öst når arten South Dakota och Nebraska i USA.

## Ekologi
Arten vistas vanligen i bergstrakter som ligger 1 200 till 2 150 meter över havet. I New Mexico har Myotis thysanodes påträffats i barrskog på 2 850 meter över havet, och vid Stilla havskusten kan den förekomma i låglänta områden. Habitatet varierar mellan öknar, gräsmarker, skogar och andra trädbevuxna områden.
Individerna är nattaktiva och sover under dagen i grottor, gruvor, bergssprickor och byggnader. De jagar skalbaggar, nattfjärilar och andra flygande insekter sent på kvällen under långsam men skicklig flykt nära växtlighetens toppskikt eller i närheten av mindre klippor.

### Fortplantning
Parningen äger rum på hösten, men honan behåller sperman i sin kropp, och själva befruktningen sker inte förrän på våren. Efter en dräktighet på 50 till 60 dagar föder honan en unge i slutet av juni till början av juli. Den börjar flyga efter omkring 16 dagar, och dias i ungefär 3 veckor. Livslängden är omkring 18 år.
Honor bildar särskilda yngelkolonier före ungarnas födelse, vanligen kring mitten av maj, som normalt inte innehåller några hanar. Vissa honor tjänstgör som "barnvakter" medan de övriga är på jakt. Arten håller vinterdvala under den kalla årstiden, men individerna kan vakna ibland.

## Bevarandestatus
IUCN kategoriserar arten globalt som livskraftig, och populationen är stabil. Inga tänkbara hot anges, men man konstaterar att underarten Myotis thysanodes aztecus, som finns i södra Mexiko, minskade kraftigt då rapporten skrevs (2008). Dessutom har man sedan 2007 kunnat konstatera kraftiga utbrott hos andra fladdermöss i samband med övervintringen av en dödlig svampsjukdom, White nose syndrome. Ännu (2016) har inte denna sjukdom påträffats hos Myotis thysanodes, men farhågor finns för att även denna art skall drabbas.

## Videogalleri
- Video av fladdermus som lyfter.
- Ännu en video av en fladdermus som flyger upp.